# Jaera petavia
Jaera petavia är en fjärilsart som beskrevs av Feldar 1865. Jaera petavia ingår i släktet Jaera och familjen juvelvingar. Inga underarter finns listade i Catalogue of Life.